# Wydział Biologii i Ochrony Środowiska Uniwersytetu Śląskiego
Wydział Biologii i Ochrony Środowiska Uniwersytetu Śląskiego (WBiOS UŚ) – istniejący w latach 1973–2019 jeden z wydziałów Uniwersytetu Śląskiego w Katowicach powstały na bazie ówczesnego Instytutu Biologii. Od 1 października 2019 funkcjonuje jako Instytut Biologii, Biotechnologii i Ochrony Środowiska w ramach nowo utworzonego Wydziału Nauk Przyrodniczych UŚ.

## Historia
Wydział Biologii i Ochrony Środowiska był jednostką interdyscyplinarną, kształcącą studentów na trzech podstawowych kierunkach zaliczanych do nauk biologicznych, na studiach stacjonarnych, wcześniej również zaocznych. W 2016 w jego strukturze znajdowało się 13 katedr i 3 pracownie naukowe. W ostatnim okresie istnienia wydział zatrudniał 189 pracowników naukowo-dydaktycznych (z czego 24 z tytułem naukowym profesora, 42 doktora habilitowanego, 75 doktora, 48 magistra) oraz 16 technicznych. Wydział współpracował z emerytowanymi profesorami, których autorytet wspierał zarówno proces dydaktyczny, jak i przede wszystkim wymianę międzynarodową.
W 2016 na wydziale studiowało łącznie 697 studentów oraz kilkudziesięciu doktorantów, odbywających studia doktoranckie w ramach Wydziałowego Studium Doktoranckiego. Wszystkie kierunki i specjalności oferowane na Wydziale Biologii i Ochrony Środowiska były zgodne z programami nauczania i są realizowane w systemie punktowym ECTS, co umożliwiało studentom uczestnictwo w wymianach międzynarodowych i studiach zagranicznych, a także poszukiwanie pracy za granicą.
Budynki wydziału
Od 1970 Instytut Biologii (od 1973 Wydział Biologii i Ochrony Środowiska) mieścił się tylko w gmachu byłego Gimnazjum Matematyczno-Przyrodniczego (potem Studium Nauczycielskiego) przy ul. Jagiellońskiej 26–28, który w latach 1973–2019 był jego główną siedzibą oraz władz dziekańskich i dziekanatu. W 1974 oddano do użytku nowo wybudowany, drugi gmach dla wydziału w Katowicach przy ul. Bankowej 9, w którym rok później umieszczono Instytut Zoologii. Odtąd w gmachu przy ul. Jagiellońskiej mieściły się pozostałe instytuty wydziału. Od 2002 wydział otrzymał też pomieszczenia w kampusie UŚ w Chorzowie przy ul. 75. Pułku Piechoty 1, gdzie umieszczono Pracownię Dokumentacji Botanicznej z Herbarium oraz bank genów roślin.
Z dniem 1 października 2019 WBiOŚ został połączony z Wydziałem Nauk o Ziemi tworząc Wydział Nauk Przyrodniczych Uniwersytetu Śląskiego. Wskutek połączenia jednostki naukowo-dydaktyczne WBiOŚ przekształcono w Instytut Biologii, Biotechnologii i Ochrony Środowiska.

### Kalendarium

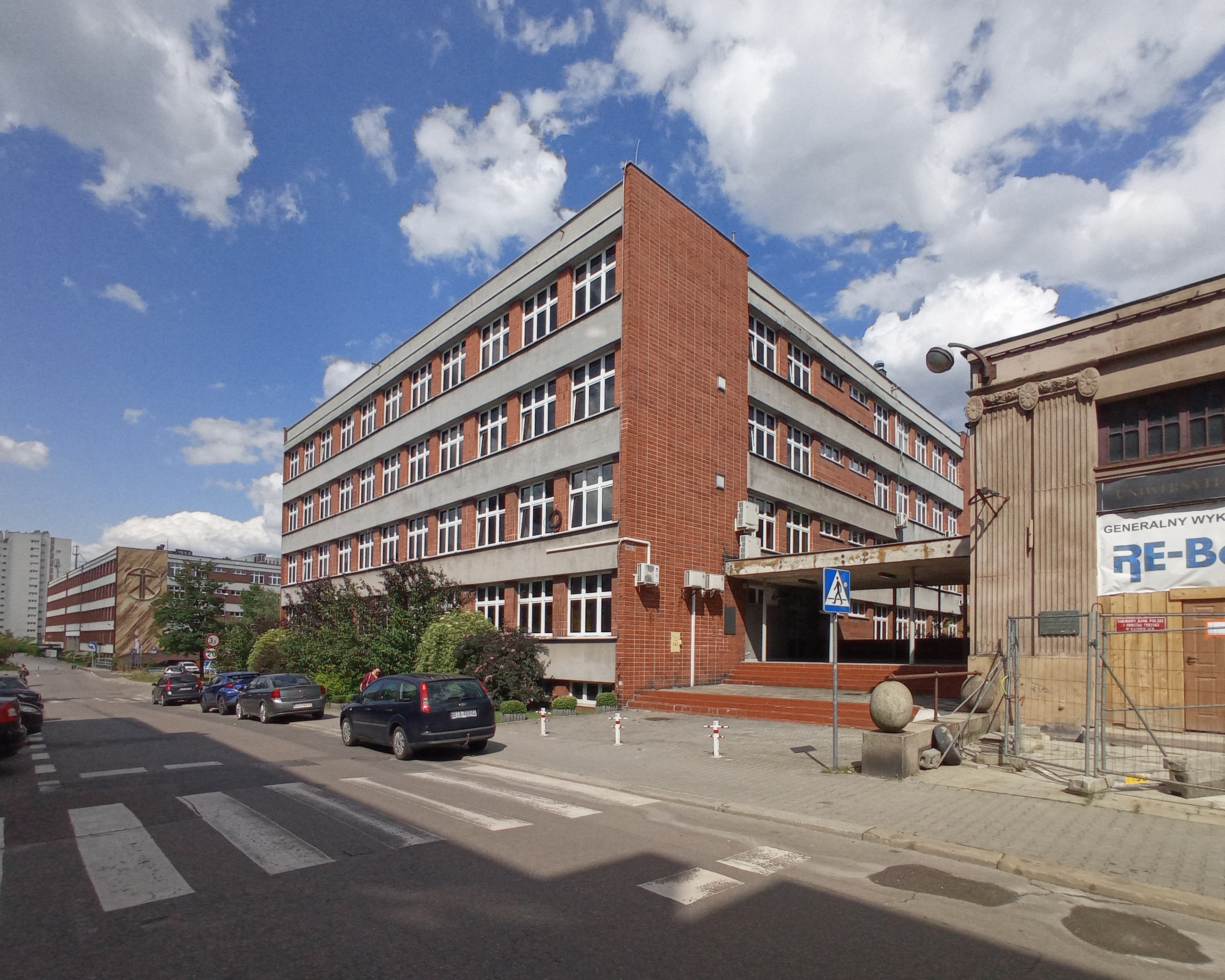
Budynek Wydziału Biologii i Ochrony Środowiska Uniwersytetu Śląskiego przy ul. Bankowej 9 (2022)

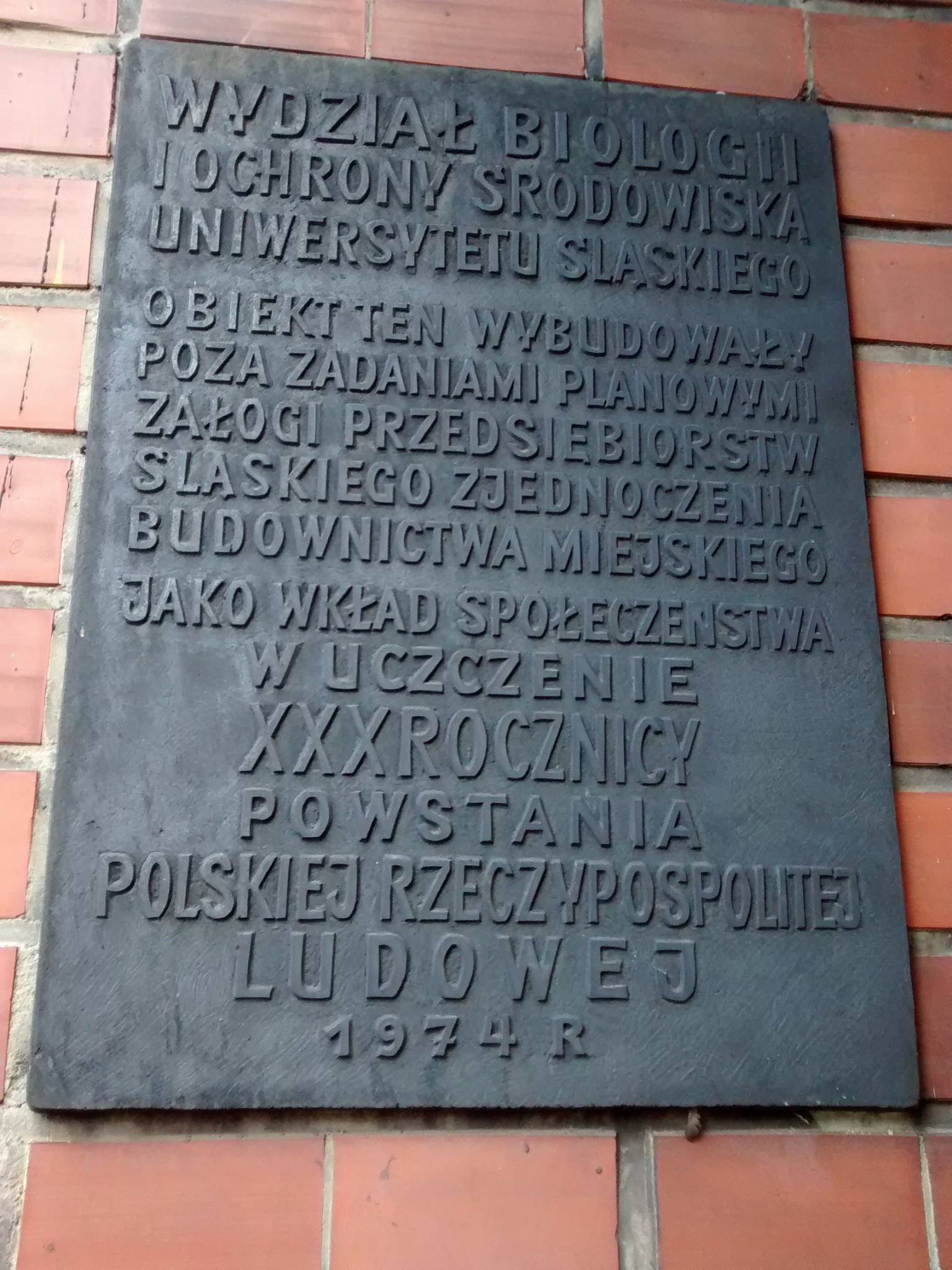
Tablica pamiątkowa z 1974 na fasadzie gmachu Wydziału Biologii i Ochrony Środowiska przy ul. Bankowej 9 (2016)

1969 – zarządzeniem Ministra Oświaty i Szkolnictwa Wyższego utworzono instytutową strukturę Uniwersytety Śląskiego. Ustalono, jakie instytuty będą wchodzić w skład Wydziału Matematyki, Fizyki i Chemii, Wydziału Prawa i Administracji, Wydziału Humanistycznego i Wydziału Wychowania Technicznego, Mechaniki i Elektrotechniki. Pozawydziałowymi jednostkami organizacyjnymi były Biblioteka Główna i nowo utworzony Instytut Biologii. Jego organizatorem i pierwszym dyrektorem był doc. dr hab. Przemysław Trojan. Instytut Biologii składał się z trzech Zakładów: Ekologii Ogólnej, Biochemii oraz Mikrobiologii. Mieścił się w kilku pokojach w budynku przy ul. Krasińskiego 2 w Katowicach. Jesienią 1969 przyjęto pierwszych studentów studiów stacjonarnych na kierunku biologia. W tym samym roku powstała Biblioteka Instytutu Biologii. 
1970 – Instytut Biologii przeniesiono do budynku przy ul. Jagiellońskiej 26–28 po byłym Studium Nauczycielskim (wcześniej Gimnazjum Matematyczno-Przyrodnicze). W Instytucie utworzono dwa nowe Zakłady: Botaniki oraz Fizjologii Zwierząt.
1972 – dyrektorem samodzielnego Instytutu Biologii został doc. dr hab. Jerzy Chmielowski.
1973 – spośród grona pracowników naukowo-dydaktycznych wybrano delegatów na II Kongres Nauki Polskiej w Warszawie. Sekcję Nauk Biologicznych reprezentował doc. dr hab. Jerzy Chmielowski. 16 sierpnia zarządzeniem Ministra Nauki, Szkolnictwa Wyższego i Techniki zostały utworzone trzy nowe wydziały: Wydział Filologiczny, Wydział Nauk Społecznych i Wydział Biologii i Ochrony Środowiska. W jego skład weszły Instytuty: Biologii, Zoologii, Biochemii i Mikrobiologii, a także samodzielny Zakład Geografii, którego kierownikiem był prof. dr hab. Józef Szaflarski. W nowym roku akademickim po raz pierwszy przyjęto studentów na biologię w trybie studiów niestacjonarnych. Dziekanem Wydziału Biologii i Ochrony Środowiska został 1 października 1973 prof. dr hab. Marian Pytasz (zm. 2016), który funkcję tę pełnił do 31 sierpnia 1975.
1975 – Wydział Biologii i Ochrony Środowiska uzyskał prawo nadawania stopnia naukowego doktora nauk biologicznych. Instytut Zoologii został przeniesiony do nowego budynku w Katowicach przy ul. Bankowej 9. Dziekanem Wydziału Biologii i Ochrony Środowiska został prof. dr hab. Sędzimir Maciej Klimaszewski. We wrześniu wprowadzono zmiany organizacyjne w obrębie struktury wydziału: Instytuty Biochemii i Mikrobiologii zostały połączone w jedną jednostkę – Instytut Biologii Molekularnej. Przeprowadzono dwa pierwsze przewody doktorskie 
1977 – wydział otrzymuje prawo nadawania stopni doktora habilitowanego. 
1978 – dziekanem Wydziału Biologii i Ochrony Środowiska został doc. dr hab. Mirosław Małuszyński. Zmieniła się struktura Wydziału Biologii i Ochrony Środowiska, na którym powstały 3 nowe instytuty: Botaniki i Zoologii, Ekologii i Rejonów Wielkoprzemysłowych oraz Fizjologii i Cytologii
1980 – W roku akademickim 1980/1981 nastąpiły zmiany w strukturze uczelni. W miejsce instytutów utworzono Katedry: Anatomii i Cytologii Roślin, Biochemii, Biofizyki i Biologii Komórki, Botaniki Systematycznej, Ekologii, Fizjologii Człowieka i Zwierząt, Fizjologii Roślin, Genetyki, Geobotaniki i Ochrony Przyrody, Histologii i Embriologii Zwierząt, Metodyki Nauczania Biologii, Mikrobiologii i Zoologii. Dziekanem Wydziału Biologii i Ochrony Środowiska został prof. dr hab. Mirosław Małuszyński. 
1982 – stanowisko dziekana Wydziału Biologii i Ochrony Środowiska objął prof. dr hab. Zbigniew Jethon.
1984 – prof. dr hab. Lesław Badura obejmuje funkcję dziekana Wydziału. 
1987 – prof. dr hab. Lesław Badura ponownie zostaje powołany na stanowisko dziekana, jednocześnie zostaje przewodniczącym Rady Wydawniczej UŚ. 
1990 – funkcję dziekana obejmuje doc. dr hab. Sylwia Łabużek.
1993 – ponownie, na czele władz wydziałowych stanęła prof. dr hab. Sylwia Łabużek. Wydział otwiera studia doktoranckie, powstaje również Studiów nad Człowiekiem i Środowiskiem, którego dyrektorem został prof. dr hab. Paweł Migula.
1996 – dziekanem Wydziału Biologii i Ochrony Środowiska została prof. dr hab. Iwona Szarejko. 
1998 – do życia powołane zostają Międzywydziałowe Indywidualne Studia Matematyczno-Przyrodnicze. 
1999 – dziekanem ponownie wybrana została prof. dr hab. Iwona Szarejko. 
2002 – otwarcie nowej siedziby Zielnika Botanicznego UŚ w chorzowskim ośrodku dydaktycznym Uczelni. Dotychczas, zbierane od 30 lat, kolekcje flory, m.in. z Jemenu, Spitsbergenu i Kaukazu, były niedostępne dla zainteresowanych badaczy. W momencie otwarcia Zielnik posiadał ok. 100 tys. skatalogowanych roślin. Dziekanem Wydziału Biologii i Ochrony Środowiska został prof. dr hab. Paweł Migula.
2003 – imię prof. dra hab. Kazimierza Czechowicza otrzymuje jedna z sal wykładowych Wydziału Biologii i Ochrony Środowiska, niegdyś jego ulubiona. Uroczystości towarzyszy odsłonięcie tablicy upamiętniającej postać uczonego. 
2005 – stanowisko dziekana ponownie obejmuje prof. dr hab. Paweł Migula.
2007 – uroczyste podpisanie umowy konsorcjum BIOFARMA – Śląskie Centrum Biotechnologii, Bioinżynierii i Bioinformatyki. Projekt „Śląska BIO-Farma. Centrum Biotechnologii, Bioinżynierii i Bioinformatyki”, w skład którego weszli: Uniwersytet Śląski, Politechnika Śląska, Śląska Akademia Medyczna oraz Instytut Onkologii w Gliwicach, miał za zadanie stworzenie sieci zintegrowanych specjalistycznych laboratoriów badawczych.
2013 – wydział uzyskał uprawnienia do nadawania stopnia doktora w dyscyplinie biotechnologia.
2014 – uzyskano uprawnienia do nadawania stopnia doktora w dyscyplinie ochrona środowiska.
2019 (30 września) – zakończenie działalności WBiOŚ i przekształcenie go w Instytut Biologii, Biotechnologii i Ochrony Środowiska w strukturze organizacyjnej nowo utworzonego Wydziału Nauk Przyrodniczych.

### Ostatnie władze Wydziału (2016–2019)
- Dziekan: prof. dr hab. Zofia Piotrowska-Seget,
- Prodziekan ds. nauki i współpracy z zagranicą: prof. dr hab. Piotr Świątek,
- Prodziekan ds. kształcenia studentów: dr hab. Maria Augustyniak,
- Prodziekan ds. promocji i współpracy z otoczeniem: dr hab. Edyta Sierka.

### Dyrektorzy i dziekani

#### Dyrektorzy Instytutu Biologii
1. 1969–1971: doc. dr hab. Przemysław Trojan – biolog (ekologia, zoologia)
2. 1971–1973: doc. dr hab. Jerzy Chmielowski – biolog (biochemia drobnoustrojów i środowiska, biotechnologia)

#### Dziekani Wydziału Biologii i Ochrony Środowiska
1. 1973–1975: prof. dr hab. Marian Pytasz – nauki kultury fizycznej, biologia (fizjologia wysiłku fizycznego)
2. 1975–1978: prof. dr hab. Sędzimir Klimaszewski – biolog (systematyka, zoogeografia)
3. 1978–1982: doc. dr hab. Mirosław Małuszyński – biolog (genetyka roślin)
4. 1982–1984: prof. dr hab. Zbigniew Jethon – medyk (medycyna lotnicza, toksykologia środowiska)
5. 1984–1990: prof. dr hab. Lesław Badura – biolog (mikrobiologia)
6. 1990–1996: doc. dr hab. Sylwia Łabużek – biolog (biochemia, biochemia drobnoustrojów i środowiska)
7. 1996–2002: prof. dr hab. Iwona Szarejko – biolog (genetyka roślin)
8. 2002–2008: prof. dr hab. Paweł Migula – biolog (ekologia, ekotoksykologia)
9. 2008–2016: prof. dr hab. Iwona Szarejko – biolog (genetyka roślin)
10. 2016–2019: prof. dr hab. Zofia Piotrowska-Seget – biolog (mikrobiologia środowiska)

#### Dyrektorzy Instytutu Biologii, Biotechnologii i Ochrony Środowiska
1. 2019–2020: prof. dr hab. Zofia Piotrowska-Seget – biolog (mikrobiologia środowiska)
2. 2020–2022: dr hab. Danuta Wojcieszyńska, prof UŚ – biolog (biochemia drobnoustrojów i środowiska)[11]
3. od 10.2022: dr Mariusz Kanturski, prof. UŚ – biolog (zoologia, entomologia)

### Kierunki kształcenia
Wydział Biologii i Ochrony Środowiska Uniwersytetu Śląskiego w Katowicach do 2019 prowadził następujące kierunki studiów pierwszego stopnia, które trwały 3 lata i kończyły się uzyskaniem tytułu zawodowego licencjata:
- biologia
- biotechnologia
- ochrona środowiska

Po ukończeniu studiów pierwszego stopnia ich absolwenci mogli kontynuować dalsze kształcenie w ramach studiów drugiego stopnia (magisterskich uzupełniających), które kończyły się po 2 latach zdobyciem tytułu magistra. Do wyboru były następujące kierunki i specjalności:
- biologia
  - biologia ogólna i eksperymentalna
  - ekologia i ochrona przyrody
  - waloryzacja zasobów przyrody
- biotechnologia
  - biotechnologia roślin
  - biotechnologia środowiska
- ochrona środowiska
  - monitoring i zarządzanie środowiskiem
  - fizyko-chemiczne metody ochrony środowiska
  - geoekologia
  - nowoczesne metody instrumentalne
- biologia żywności i żywienia
- biotechnology (studia w jęz. angielskim)
  - plant biotechnology
  - environmental biotechnology

Ponadto Wydział oferujował następujące studia podyplomowe.
- biologia dla nauczycieli
- przyroda dla nauczycieli
- neurodydaktyka z grywalizacją i techniką informacyjną

Na Wydziale Biologii i Ochrony Środowiska Uniwersytetu Śląskiego prowadzone były także studia doktoranckie (trzeciego stopnia) w języku angielskim advanced methods in biotechnology and biodiversity.
W 2019 wydział posiadał uprawnienia do nadawania następujących stopni naukowych.
- doktora nauk biologicznych w zakresie: biologii, biotechnologii, ochrony środowiska
- doktora habilitowanego nauk biologicznych w zakresie biologii

### Struktura organizacyjna (2019)

#### Katedra Anatomii i Cytologii Roślin
kierownik:  prof. dr hab. Robert Hasterok
samodzielni pracownicy naukowi:
- prof. dr hab. Jolanta Małuszyńska (profesor emerytowany)
- dr hab. Bożena Kolano
- dr hab. Jolanta Kwaśniewska

#### Katedra Biochemii
kierownik: dr hab. Agnieszka Mrozik, prof. UŚ
samodzielni pracownicy naukowi:
- prof. dr hab. Sylwia Łabużek (profesor emerytowany)
- dr hab. Urszula Guzik
- dr hab. Katarzyna Hupert-Kocurek
- dr hab. Danuta Wojcieszyńska

#### Katedra Biofizyki i Morfogenezy Roślin
kierownik: prof. dr hab. Dorota Kwiatkowska
samodzielni pracownicy naukowi:
- dr hab. Jerzy Nakielski, prof. UŚ
- dr hab. Joanna Szymanowska-Pułka
- dr Marcin Lipowczan

#### Katedra Biologii Komórki
Kierownik: prof. dr hab. Ewa Kurczyńska

#### Katedra Botaniki i Ochrony Przyrody
kierownik: prof. dr hab. Barbara Tokarska-Guzik
samodzielni pracownicy naukowi:
- dr hab. Adam Rostański, prof. UŚ
- dr hab. Gabriela Woźniak, prof. UŚ
- dr hab. Beata Babczyńska-Sendek
- dr hab. Barbara Fojcik
- dr hab. Edyta Sierka
- dr hab. Agnieszka Kompała-Bąba
- dr hab. Paweł Kwiatkowski
- dr hab. Alina Urbisz
- dr hab. Andrzej Urbisz

#### Katedra Fizjologii Roślin
kierownik: prof. dr hab. Waldemar Karcz
samodzielni pracownicy naukowi:
- prof. dr hab. Mariusz Pietruszka
- dr hab. Eugeniusz Małkowski

#### Katedra Genetyki
kierownik: prof. dr hab. Iwona Szarejko
samodzielni pracownicy naukowi:
- prof. dr hab. Mirosław Małuszyński
- prof. dr hab. Małgorzata D. Gaj

#### Katedra Mikrobiologii
kierownik: prof. dr hab. Zofia Piotrowska-Seget
samodzielni pracownicy naukowi:
- prof. dr hab. Joanna Radziejewska-Lebrecht (profesor emerytowany)

#### Katedra Ekologii
kierownik: prof. dr hab. Stanisław Cabała
samodzielni pracownicy naukowi:
- prof. dr hab. Stanisław Wika
- prof. dr hab. Piotr Skubała
- dr hab. prof. Zbigniew Wilczek, prof. UŚ
- dr hab. Ryszard Ciepał
- dr hab. Izabella Franiel
- dr hab. Grażyna Madej
- dr hab. Anna Orczewska
- dr hab. Bernard Palowski
- dr hab. Aldona Uziębło

#### Katedra Fizjologii Zwierząt i Ekotoksykologii
kierownik: dr hab. Mirosław Nakonieczny, prof. UŚ
samodzielni pracownicy naukowi:
- prof. dr hab. Paweł Migula
- dr hab. Bogdan Doleżych
- dr hab. Maria Augustyniak
- dr hab. Agnieszka Babczyńska
- dr hab. Alina Kafel
- dr hab. Piotr Łaszczyca
- dr hab. Grażyna Wilczek

#### Katedra Histologii i Embriologii Zwierząt
kierownik: prof. dr hab. Piotr Świątek
samodzielni pracownicy naukowi:
- prof. dr hab. Jerzy Klag
- dr hab. Magdalena Rost-Roszkowska, prof. UŚ
- dr hab. Izabela Poprawa
- dr hab. Weronika Rupik

#### Katedra Hydrobiologii
kierownik: prof. dr hab. Małgorzata Strzelec
samodzielni pracownicy naukowi:
- dr hab. Irena Bielańska-Grajner
- dr hab. Mariola Krodkiewska
- dr hab. Iga Lewin

#### Katedra Zoologii
kierownik: prof. zw. dr hab. Aleksander Herczek
samodzielni pracownicy naukowi:
- prof. zw. dr hab. Wacław Wojciechowski (emerytowany)
- prof. dr hab. Jacek Gorczyca
- prof. zw. dr hab. Piotr Węgierek
- prof. dr hab. Karina Wieczorek
- dr hab. Jolanta Brożek
- dr hab. Jowita Drohojowska
- dr hab. Łukasz Depa
- dr Dominik Chłond
- dr Małgorzata Kalandyk-Kołodziejczyk
- dr Mariusz Kanturski
- dr inż. Marcin Walczak
- dr Agnieszka Bugaj-Nawrocka
- dr Artur Taszakowski

#### Pracownia Dydaktyki Biologii
kierownik: dr Marek Kaczmarczyk

#### Pracownia Dokumentacji Botanicznej
kierownik: dr hab. Adam Rostański, prof. UŚ

#### Pracownia Technik Mikroskopowych
kierownik: prof. dr hab. Robert Hasterok
Laboratorium Mikroskopii Skaningowej
- dr Jagna Karcz (prowadząca)